# 修曼

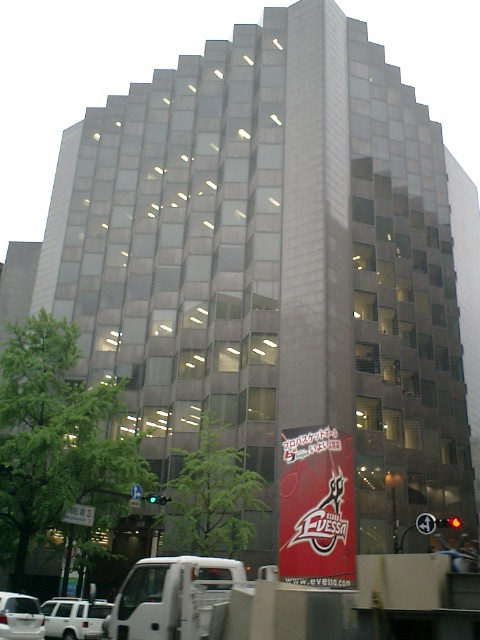
修曼集团位于御堂筋的办公大楼

修曼（HUMAN），全称为修曼集团（日语：ヒューマングループ），是日本的一家同时经营教育、人材中介、护理等事业的大型企业。
1985年于大阪市成立“大学升学预备校・日本进研研究班”（之后变更为“修曼学校”（日语：ヒューマンキャンパス））和其运营母体“教育未来社”（1986年更名为修曼株式会社（日语：ザ・ヒューマン株式会社））。1988年成立人材中介公司“修曼TOUCH株式会社”（现名为“修曼RESOCIA”（日语：ヒューマンリソシア））、“修曼外语学院”（日语：ヒューマン外語学院）、“修曼综合学院（日语：ヒューマンアカデミー）”等。2002年5月，公司总部从大阪搬到東京，同年8月成立控股公司“修曼控股公司”（日语：ヒューマンホールディングス）。

## 主要旗下企业
- 修曼控股公司（日语：ヒューマンホールディングス）（母公司）
- 修曼综合学院（日语：ヒューマンアカデミー）（教育事业）
- 修曼RESOCIA（日语：ヒューマンリソシア）（人材中介）
- 大工作（日语：ダイジョブ）（主要面向外资企业的人才中介公司）
- 修曼克斯（日语：ヒューマックス）（数字内容的企画、制作与销售）
- 修曼商业服务公司（日语：ヒューマンビジネスサービス）（旅行、保险、不动产代理店）
- 修曼体育娱乐公司（日语：ヒューマンスポーツエンタテインメント）（日本职业篮球联盟的俱乐部篮球队大阪EVESSA的所属公司。）